# Penthides modestus
Penthides modestus là một loài bọ cánh cứng trong họ Cerambycidae.